# Michel Vaillant (bande originale)
Pour les articles homonymes, voir Michel Vaillant (homonymie) et Vaillant.
Ne doit pas être confondu avec Michel Vaillant (Archive).
Albums de Archive
Michel Vaillant
(2003) Noise
(2004)
Michel Vaillant est la bande originale du film Michel Vaillant composée par le groupe Archive, sortie le 4 novembre 2003.

## Titres
| No  | Titre                                       | Durée |
| --- | ------------------------------------------- | ----- |
| 1.  | Opening Credits - Includes Nightmare Scene  | 3:23  |
| 2.  | Indian Theme                                | 1:29  |
| 3.  | Calling                                     | 6:45  |
| 4.  | Brass Indian                                | 0:52  |
| 5.  | Main Bridge Scene - Including Sound Design  | 3:11  |
| 6.  | End of Bridge Scene - Keen for a Dead Child | 2:18  |
| 7.  | Falaise                                     | 1:17  |
| 8.  | Break In                                    | 0:36  |
| 9.  | Chase Scene                                 | 2:16  |
| 10. | Blue Room                                   | 1:27  |
| 11. | Come to Me 3                                | 3:49  |
| 12. | Crash Scene                                 | 2:40  |
| 13. | Helicoptere                                 | 1:42  |
| 14. | Warm Up & Leader Theme (Strings Version)    | 4:06  |
| 15. | Le Mans (End)                               | 4:30  |
| 16. | Nightmare is Over ((acoustic))              | 2:46  |

## Commentaires
- Comme son titre l'indique, Michel Vaillant est la bande originale du film Michel Vaillant de Louis-Pascal Couvelaire, et scénarisé par Luc Besson, d'après la bande dessinée du même nom, créée par Jean Graton et Philippe Graton.

- C'est le second CD de la BO de Michael Vaillant sortie un mois après le CD 1, lui aussi intitulé Michel Vaillant.